# Igreja Nossa Senhora de Lourdes (Caxias do Sul)

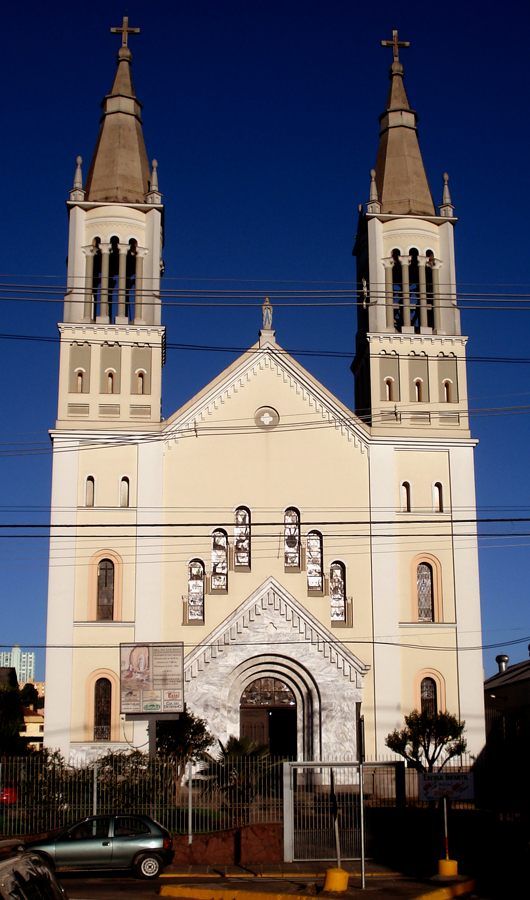
Fachada da Igreja

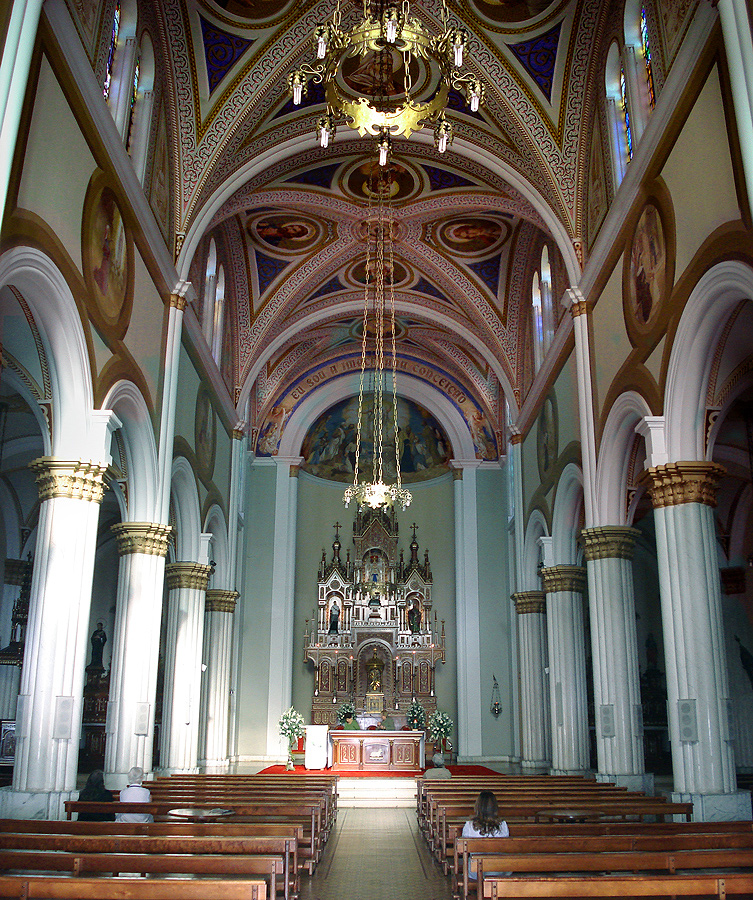
Nave central

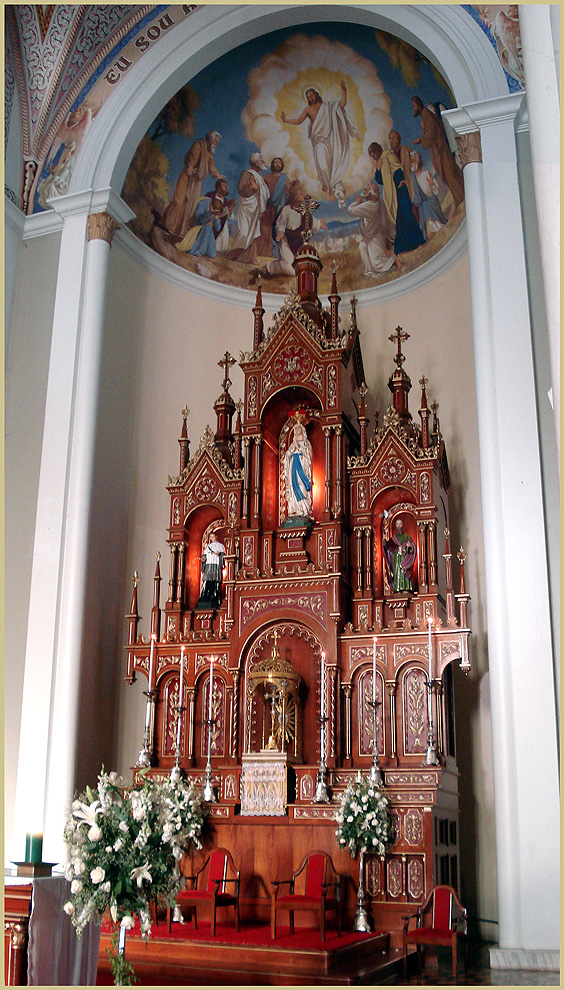
Altar-mor e a pintura na abside

A Igreja Nossa Senhora de Lourdes é um templo católico da cidade de Caxias do Sul, no Brasil.
A paróquia de Nossa Senhora de Lourdes foi a segunda a ser criada em Caxias do Sul, desmembrada da paróquia da Catedral em 8 de fevereiro de 1942 por decreto de Dom José Barea, bispo diocesano. No mesmo ato foi indicado o padre Maximiliano Franzoi como seu primeiro pároco. Em sua criação a paróquia se estendia sobre uma grande área ainda só parcialmente urbanizada.
Da paróquia de Lourdes depois foram criadas as paróquias da Sagrada Família e do Sagrado Coração de Jesus, em 1959. Em 1964 perdeu outra fração para a paróquia de São Vicente, em 1973 dela nasceu a dos Santos Apóstolos e no ano seguinte a de São Ciro. Em 1976 foi erguido um salão de esportes anexo, e em 1985 foi inaugurada a nova casa paroquial. A paróquia desenvolve intensa atividade social, a par de seu trabalho espiritual, doando cerca de 15 toneladas mensais de alimentos a pessoas desfavorecidas, e cede seus espaços para diversos grupos de ajuda.
Em 2012 a paróquia foi homenageada pela Câmara de Vereadores com uma placa de reconhecimento dos seus 70 anos de história dedicada à comunidade.

## A igreja
O prédio da Igreja foi iniciado em data não registrada, antes de 1942, sob a supervisão do padre Ernesto Mânica, sucedido pelo padre Franzoi, em um terreno doado por Luis Michelon. Em 1944 começaram os trabalhos no interior do prédio, terminados em 13 de junho de 1948 com a inauguração do púlpito. As torres foram iniciadas no ano seguinte, sendo concluídas dois anos mais tarde. O altar-mor foi inaugurado em 1953.
A igreja tem um estilo modernista com fortes traços românicos. Tem um frontispício revestido de mármore em arcos concêntricos sob um frontão triangular decorado com cornijas destacadas. Acima dele se abrem seis janelas esguias, sob um frontão que imita o do frontispício e inclui um pequeno óculo.
Lateralmente existem duas torres sineiras com janelas em arco pleno nos níveis inferiores, seguidas de um nível aberto onde estão os sinos, com coluninhas coríntias que sustentam um coruchéu prismático adornado por pequenos pináculos nos cantos da base e uma cruz no topo.
O interior possui um pequeno átrio à entrada, que passando por sob o coro leva à nave central, que é ladeada de duas naves menores, quase apenas deambulatórios, onde se abrem vitrais com imagens de santos, e ao longo das paredes está instalada uma Via Sacra de autoria de Estácio Zambelli. Ao fundo de cada nave lateral, ligeiramente elevados, dois altares em talha neogótica, de autoria de Alexandre Bartelle, onde estão dispostas diversas imagens de santos, incluindo uma rara representação da Virgem Maria ainda bebê, chamada entre os italianos de Maria Bambina, sob o altar da nave direita.
A nave central é separada das laterais por grandes colunas de capitel românico, sustentando arcos redondos e um clerestório com janelas geminadas, todas decoradas com vitrais. O teto é uma série de abóbadas de aresta, decoradas com pinturas em motivos florais com medalhões para imagens de santos. Grandes lustres de bronze dourado pendem de cima, e o piso é em ladrilhos com padrões geométricos.
A capela-mor em forma de abside se ergue um pouco do nível da nave, desta separada por um grande arco redondo, e é arrematada com uma meia-cúpula com uma pintura mostrando a ressurreição de Cristo. O retábulo ao fundo é uma fina peça de talha neogótica, também de Bartelle, com partes em douramento. Em um nicho elevado está a estátua da Padroeira, Nossa Senhora de Lourdes, com uma coroa de ouro confeccionada pela Metalúrgica Abramo Eberle.
A igreja também conta com dois confessionários antigos em madeira, igualmente neogóticos, e um pequeno batistério com uma pia batismal revestida de madeira entalhada no mesmo estilo dos altares e confessionários. O púlpito é obra de José Gollo.